# Sjajna abelija
Sjajna abelija (lat. Abelia ×grandiflora), umjetni hibrid nastao križanjem vrsta A. chinensis × A. uniflora.. 

## Povijest
Ovaj hibrid poznat je pod nazivom sjajna abelija. Nije poznato kome je križanje uspjelo, ali prvi puta je predstavljena u Italiji 1886. godine.
Obje roditeljske vrste porijeklom su iz Kine, od čega je jedna listopadna (A. chinensis) a deuga zimzelena (A. uniflora). 

## Opis
To je poluzimzeleni grm koji može narasti do 3 m. visine, i 3,5 m. širine. Ima sjajno, tamnozeleno, jajoliko lišće dugo 2,5-3 cm. Cvjetovi su mirisdni, u obliku trube.

## Uzgoj
Sterilni je hibrid koji se može razmnožavati reznicama.

## Sinonimi
- Abelia rupestris var. grandiflora Rovelli ex André in Rev. Hort. (Paris) 58: 488 (1886)
- Linnaea ×grandiflora (Rovelli ex André) Christenh. in Phytotaxa 125: 29 (2013)
- Abelia ×rupestris Späth in Gartenflora 41: 113 (1892), nom. illeg.

- A. ×grandiflora
- A. ×grandiflora
- A. ×grandiflora
- A. ×grandiflora
- A. ×grandiflora